# Скороходове (селище)
Скороходове (до 2016 року — Артемівка) — селище в Україні, у Скороходівській селищній громаді Полтавського району Полтавської області, 5,7 тис. мешканців (1959), 3648 — 2001. До 2017 орган місцевого самоврядування — Скороходівська селищна рада.

## Географічне розташування
Селище міського типу Скороходове знаходиться на перетині автомобільна дорога Т 1722 та залізниці, станція Скороходове, за 10 км від автостради E40 Київ—Харків. На відстані 1 км розташовані села Кочубеївка, Коханівка та Степанівка. У селищі бере початок Балка Заводська з загатою.

## Історія
Виникло 1936 року навколо цукрового комбінату ім. Артема та отримало назву Артемівка.
Внаслідок декомунізації селище отримало нову назву 2 квітня 2016 року — Скороходове.
12 червня 2020 року, відповідно до розпорядження Кабінету Міністрів України № 721-р «Про визначення адміністративних центрів та затвердження територій територіальних громад Полтавської області», селище увійшло до складу Скороходівської селищної громади.
19 липня 2020 року, в результаті адміністративно — територіальної реформи та ліквідації Чутівського району, увійшло до складу новоутвореного Полтавського району.

## Промисловість
Філія «Хлібна база 88» ДП Полтавський КХП, ТОВ Сільськогосподарське підприємство НІБУЛОН, ПП «Коротич С. В.» Артемівський цукровий завод куплений київською корпорацією «Астарта» та повністю зруйновано. Філія СТОВ «Ніка», що також належать корпорації "Астарта'.

## Освіта, культура
Середня школа, школа робітничої молоді, будинок культури, сільська бібліотека.
Введенська церква у селі міського типу Артемівці Чутівського району збудована у 1761 році. Центральна дільниця в плані церкви утворювала квадрат з відсіченими кутами. До неї примикали менші граньчасті зруби рукавів і вівтаря, обабіч якого були невеликі приміщення ризниці й паламарні. Увінчувалася п'ятьма багатозаломними банями. На початку ХІХ століття із заходу прибудовано чотириколонний портик і ґанки до входів. Із західного боку була багатоярусна дзвіниця типу восьмерик. Нині церква розібрана.

## Персоналії
У селищі народилися заслужена майстриня народної творчості України Ніна Іпатій, український літературознавець, член-кореспондент НАН України Григорій Сивокінь.
Похований Юденко Євгеній Анатолійович — сержант Збройних сил України, учасник російсько-української війни 2014—2015 років.

## Природа

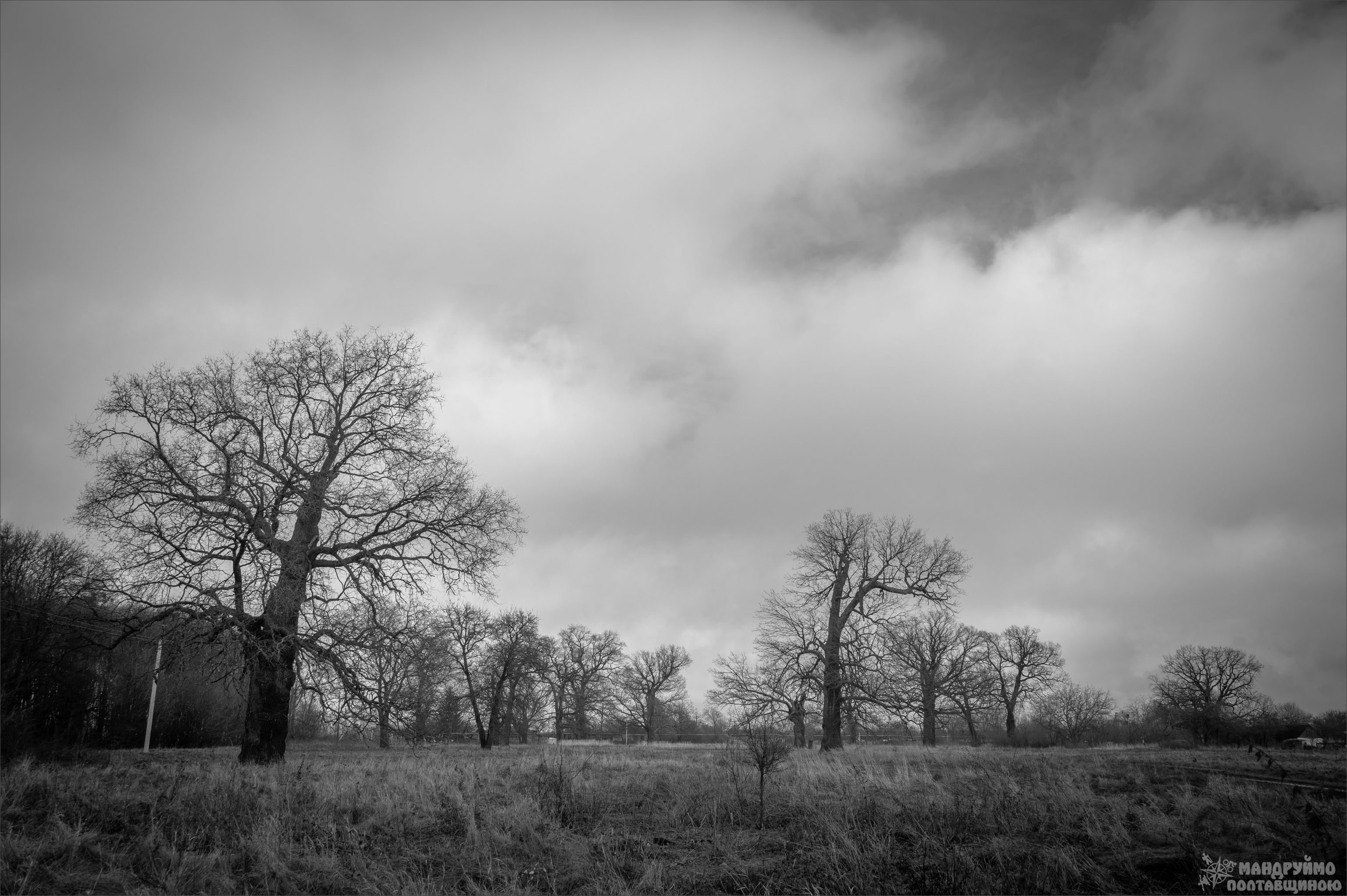
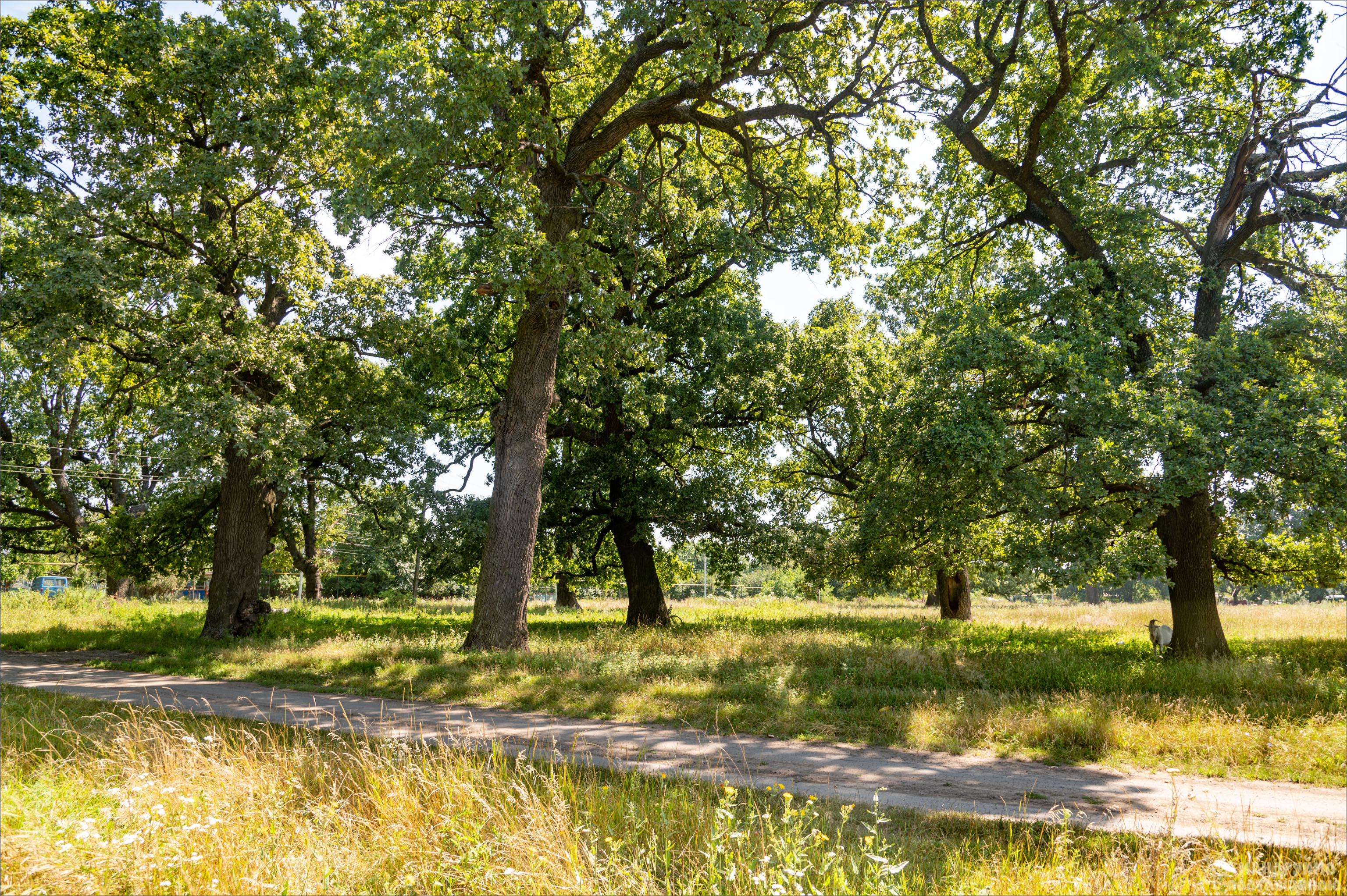
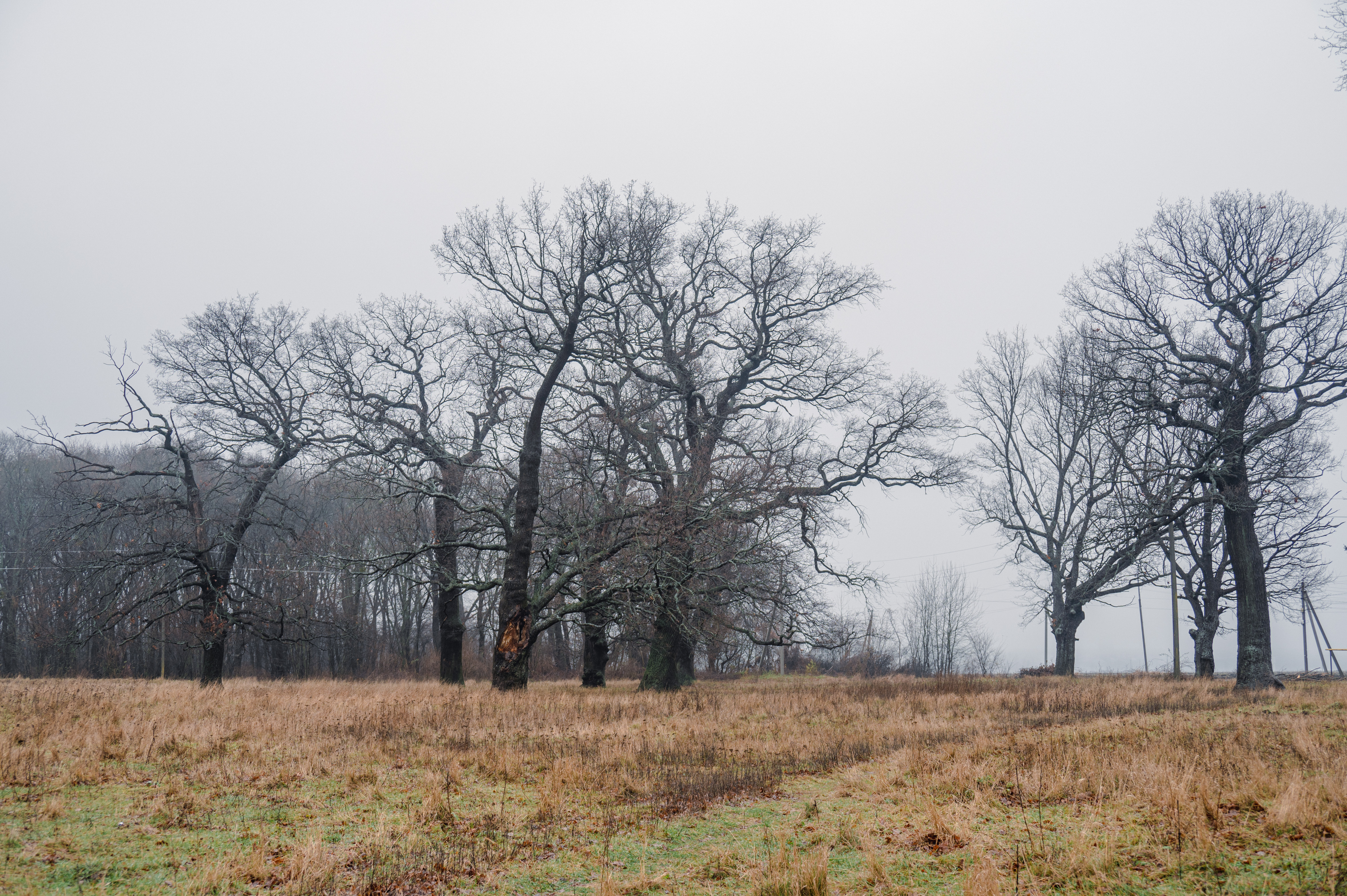
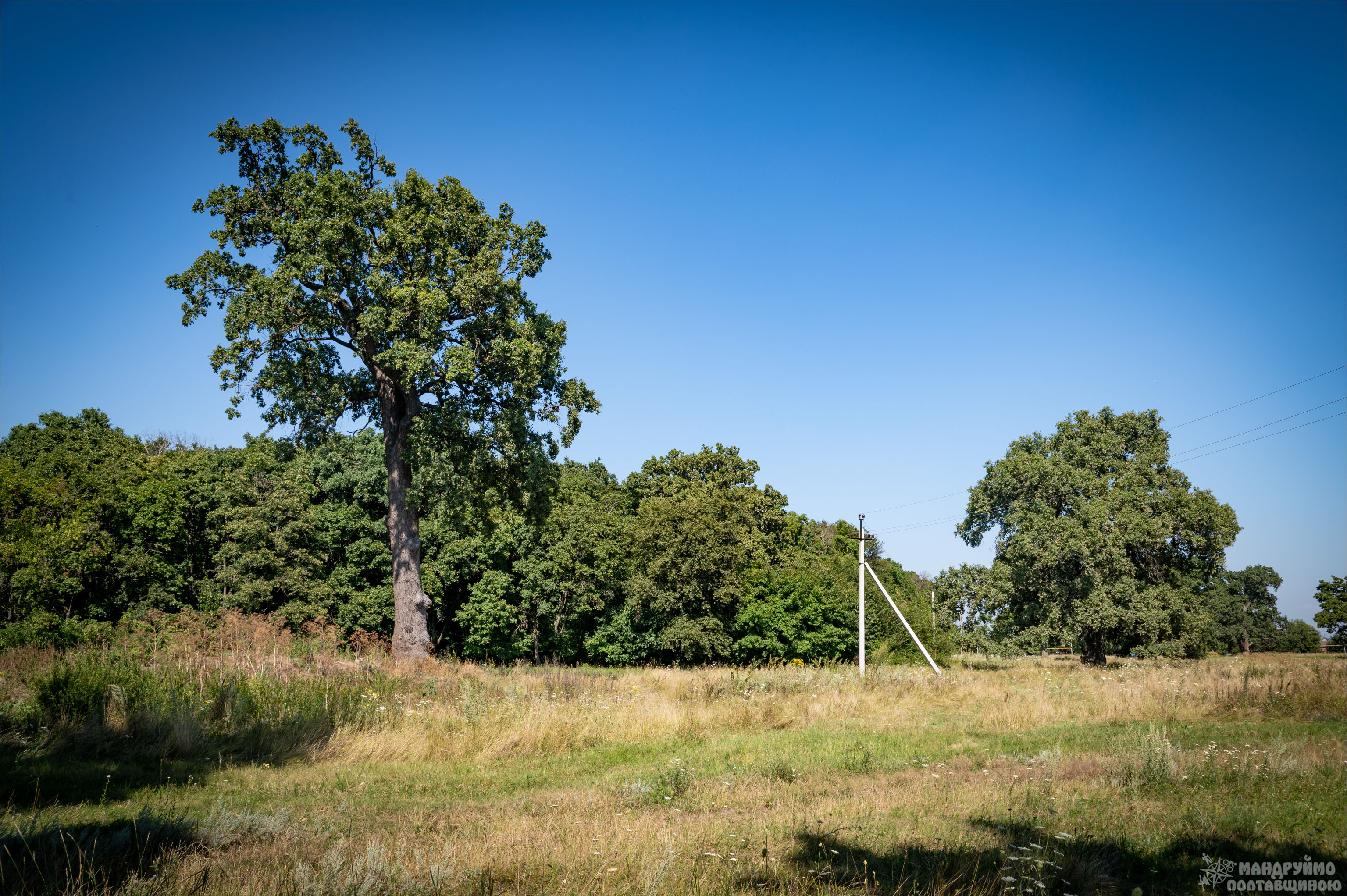
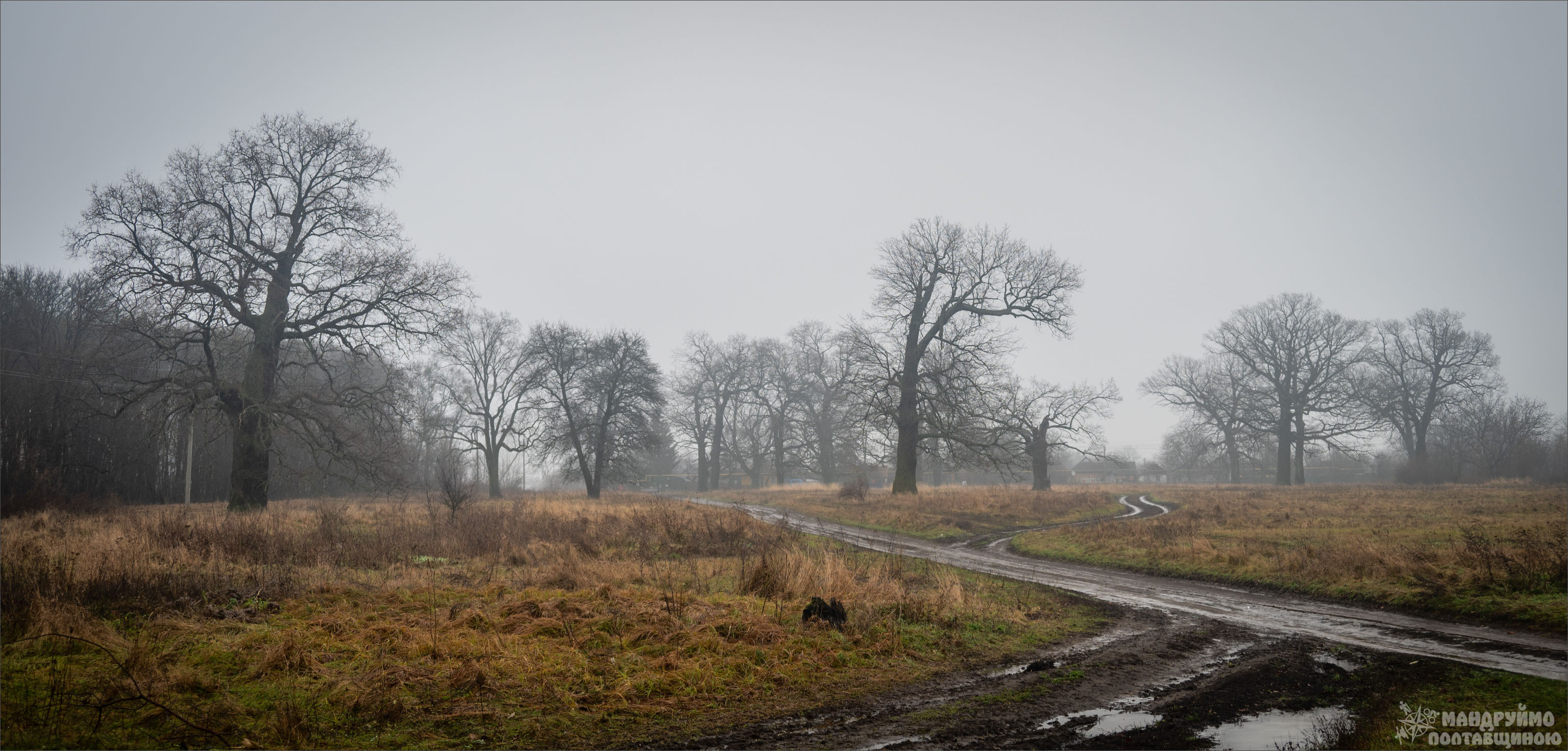
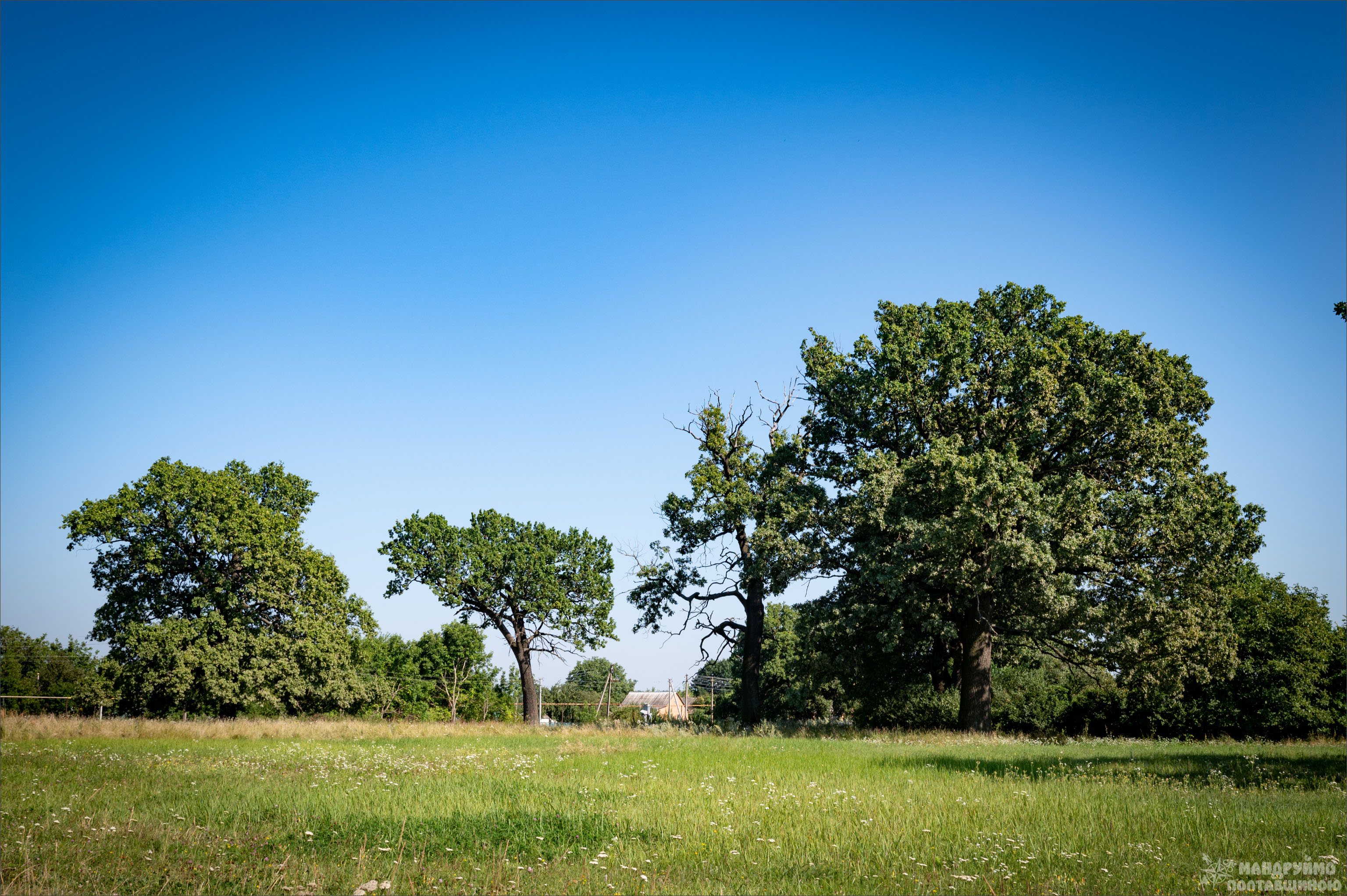
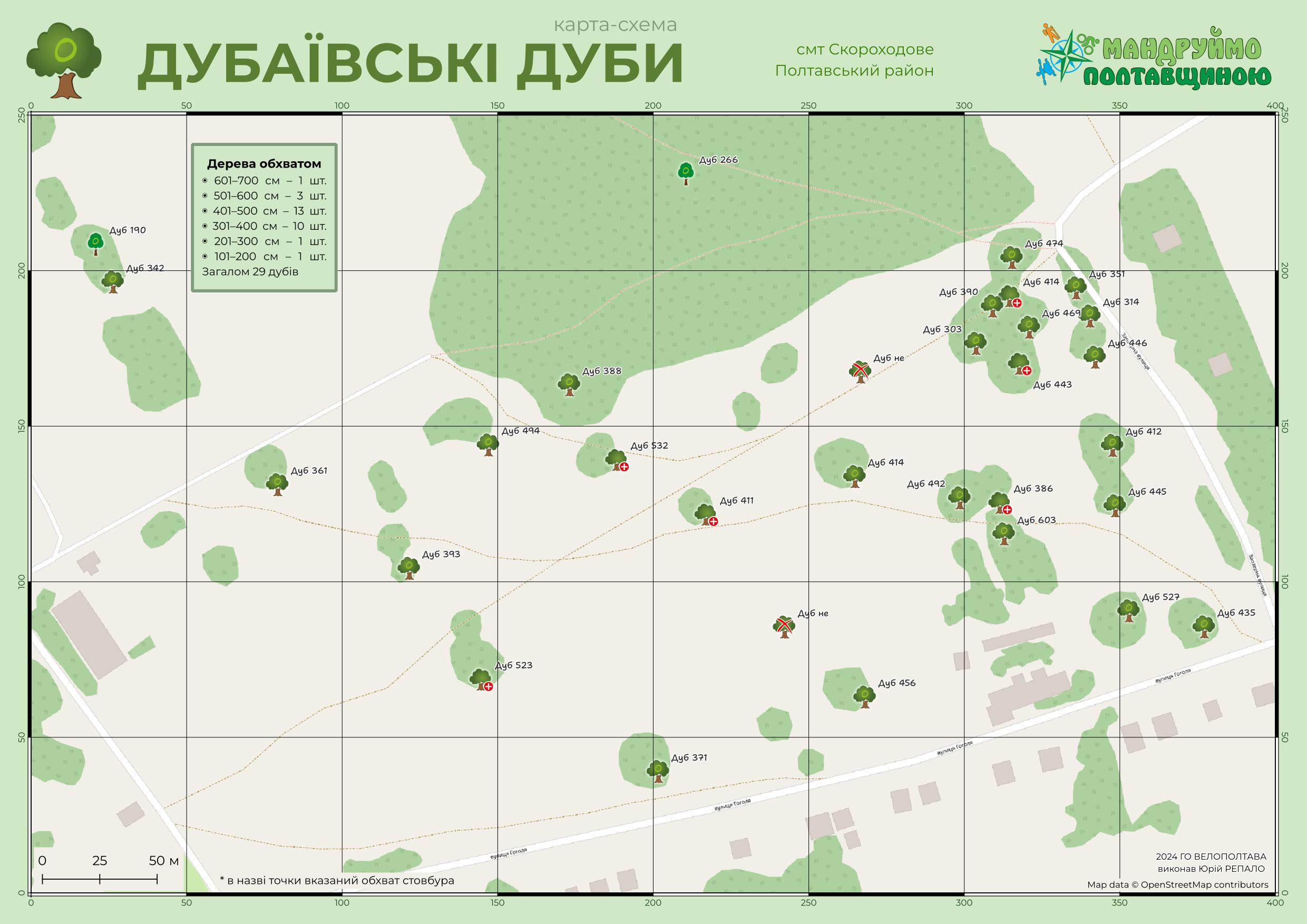

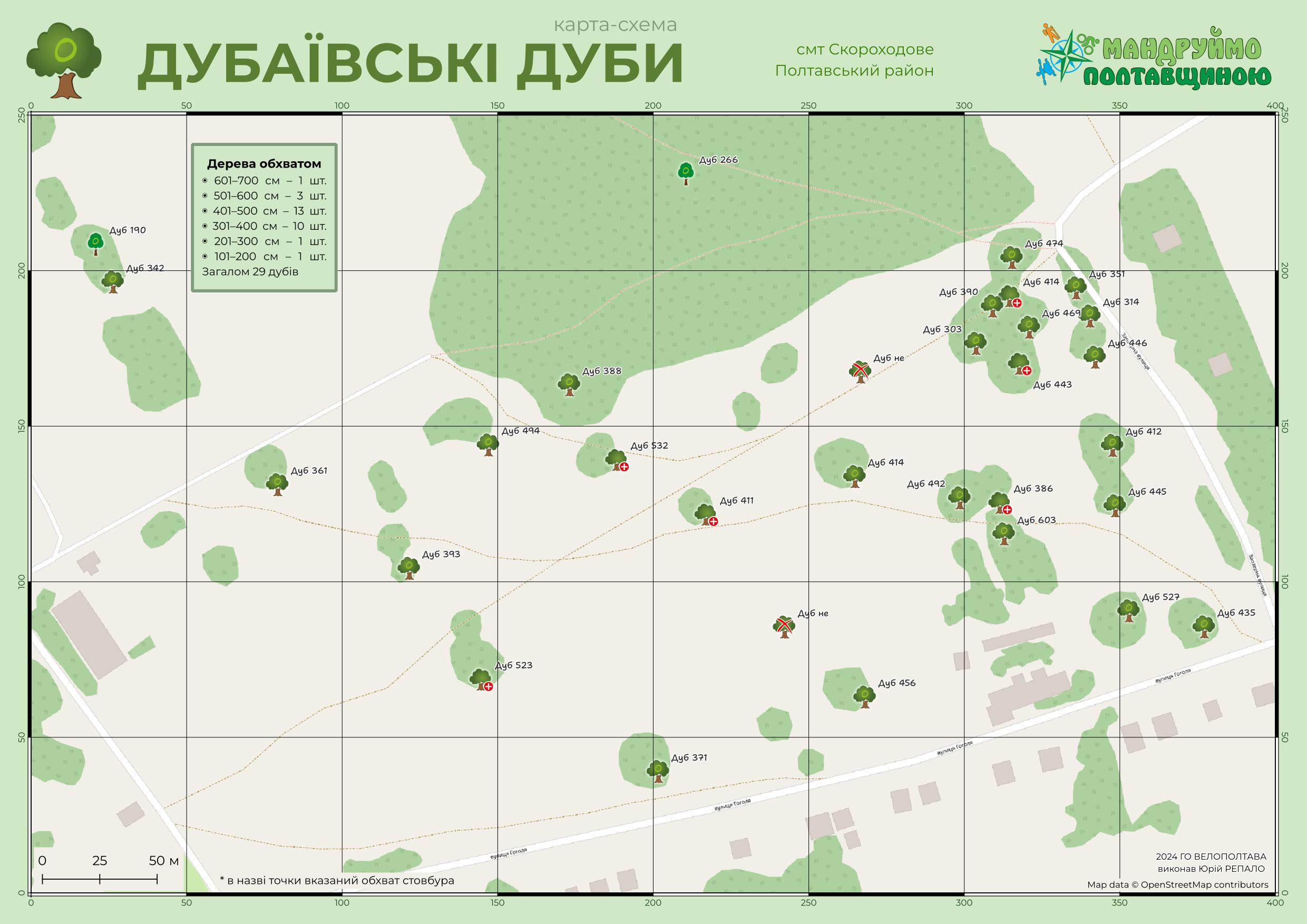
Карта-схема Дубаївські дуби

Дубаївські дуби — група вікових дерев на околиці села Скороходове. Назва походить від місцевої назви кутка села Дубаї.